# Basseneville
Basseneville ist eine französische Gemeinde mit 249 Einwohnern (Stand: 1. Januar 2022) im Département Calvados in der Region Normandie. Sie gehört zum Arrondissement Lisieux und zum Kanton Cabourg. 
Sie grenzt im Nordwesten an Bavent, im Nordosten an Goustranville, im Südosten an Hotot-en-Auge, im Südwesten an Saint-Samson und im Westen an Troarn.

## Geschichte
Frühere Ortsnamen waren Barnevilla (1059 und 1269), Basevilla (1262), Basanvilla (1262), Banneville und Basnevilla.
Basseneville besaß von 1881 bis 1938 einen Bahnhof an der Eisenbahnlinie von Caen nach Dozulé-Putot.

### Bevölkerungsentwicklung
| Jahr      | 1962 | 1968 | 1975 | 1982 | 1990 | 1999 | 2006 | 2015 |
| --------- | ---- | ---- | ---- | ---- | ---- | ---- | ---- | ---- |
| Einwohner | 189  | 195  | 197  | 223  | 234  | 263  | 260  | 261  |

## Sehenswürdigkeiten

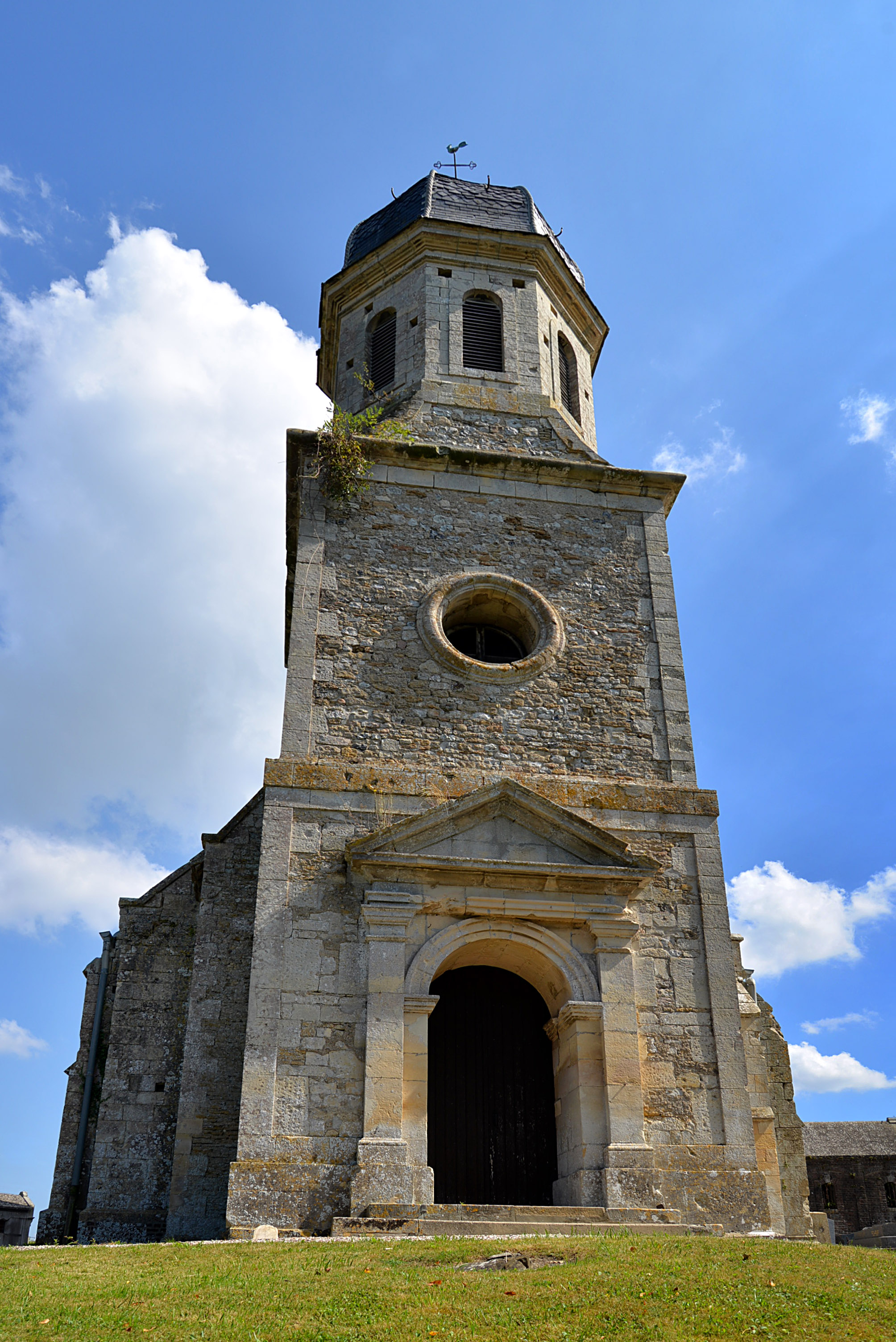
Kirche Notre-Dame

- Kirche Notre-Dame